# Kopuapounamu (rivière)
Kopuapounamu (en anglais : Kopuapounamu River) est un cours d’eau du nord-est de l’île du Nord de la Nouvelle-Zélande.

## Géographie
Elle s’écoule vers l’est à partir de l’extrémité est de la chaîne de Raukumara, atteignant la rivière Awatere à 6 km au sud de la ville de Te Araroa.